# Barrage d'Albert
 (juillet 2024).
Si vous disposez d'ouvrages ou d'articles de référence ou si vous connaissez des sites web de qualité traitant du thème abordé ici, merci de compléter l'article en donnant les références utiles à sa vérifiabilité et en les liant à la section « Notes et références ».
Le Barrage d'Albert est l'un des quatre barrages principaux qui constituent le complexe hydraulique de Mervent dans le département français de la Vendée.
L'ouvrage a été mis en eau en 1964. La capacité de sa retenue est de 2,8 millions de m3 en exploitation courante.   

## Histoire
La construction s'est étalée de 1961 à 1964. Le nom de « barrage d'Albert » vient du pont principal, construit auparavant, qui traverse la rivière Vendée à quelques centaines de mètres en aval de l'ouvrage.

## Géographie et fonction
Son bassin versant a une superficie de 172 km2. Le barrage d'Albert est situé sur la limite des communes de Saint-Michel-le-Cloucq et de Foussais-Payré.
Il permet de réguler le débit de la rivière Vendée avant le barrage de Mervent, huit kilomètres en aval. Les vocations principales de cet ouvrage sont ainsi de participer au stockage d'eau pour la production d'eau potable, favoriser le maintien de l'étiage dans le marais et aider à la diminution de l'impact des crues sur l'aval du complexe de Mervent.

## Description
C'est un barrage de type poids, constitué de dix-huit plots dont quinze triangulaires, pour une longueur totale de 166 m. 
Son bassin versant a une surface de 172 km2 , et son plan d'eau de 107 ha.
Une digue noyée en amont immédiat du barrage permet de préserver les poissons lors des vidanges décennales. Une seconde digue noyée est située plus en amont (digue de Marchandel). Il dispose de trois vannes wagon de 50 m3/s et quatre siphons de 16 m3/s pour un débit total de 214 m3/s.
Il est équipé d'un groupe électrogène de secours.